# Romeo Zondervan
Romeo Zondervan (Paramaribo, 4 de março de 1959) é um ex-futebolista neerlandês nascido no que hoje é o Suriname.

## Carreira
Zondervan jogou por mais tempo no Ipswich Town (1984-1992), e foi o capitão do time durante as temporadas 1988/89 e 1989/1990s. Ele também atuou por ADO Den Haag, Twente e West Bromwich.
Em 1995, quando defendia o NAC Breda, Zondervan encerrou a carreira aos 36 anos.

## Carreira internacional
Zondervan estreou na Seleção Neerlandesa em 1980, para a disputa da Eurocopa de 1980, iniciando uma tendência mantida até hoje pela Oranje: convocar atletas nascidos no Suriname (ex-colônia neerlandesa) ou nascidos em território neerlandês (mas que possuam origem surinamesa) para as grandes competições, embora não tenha sido o primeiro proveniente da antiga colônia a defender os Países Baixos - e sim Humphrey Mijnals, em 1960.

## Ligações Externas
- Perfil em FIFA.com (em inglês)